# Allium lehmannii
Allium lehmannii là một loài thực vật có hoa trong họ Amaryllidaceae. Loài này được Lojac. mô tả khoa học đầu tiên năm 1909.